# 김준휘
김준휘(1976년 12월 ~)는 대한민국의 가수다. 2006년 MBC 드라마 여우야 뭐하니 OST <하늘 위에서도>로 데뷔했다.

## 방송
- 너의 목소리가 보여 3 (2016)
- 싱어게인 1 (2020) - Top10(7위)

## 음반
- 여우야 뭐하니 OST (2006)
- 사람 (2017)
- 성수대교 (2018)
- 싱어게인 - 무명가수전 Episode.7 (2021)
- 싱어게인 - 무명가수전 Episode.9 (2021)
- 싱어게인 - 무명가수전 Episode.10 (2021)
- 오늘처럼 아름답다 (2021)
- 언더커버 OST Part.2 (2021)
- 유명가수전 Part.4 (2021)
- 언더커버 OST Special (2021)
- I′ll never stop dreaming (2021)

## 공연
- 싱어게인 TOP10 전국투어 콘서트 (2021)